# 22 février 1996
Le jeudi 22 février 1996 est le 53e jour de l'année 1996.

## Naissances
- Dorota Borowska, canoéiste polonaise
- Erwin Saavedra, joueur de football bolivien
- Ewelina Kamczyk, joueuse de football polonaise
- Kia Nurse, joueuse de basket-ball canadienne
- Martynas Sajus, joueur de basket-ball lituanien
- Michael Johnston, acteur américain
- Nadezhda Smirnova, joueuse de football russe
- Nicole Studer, joueuse de football suisse
- Pablo Fornals, joueur de football espagnol
- Samúel Friðjónsson, joueur de football islandais
- Yann Mabella, joueur de football français

## Décès
- John Lerew (né le 20 août 1912), pilote et militaire australien
- Priscilla Bonner (née le 17 février 1899), actrice américaine
- Rune Börjesson (né le 5 avril 1937), footballeur suédois
- Tōru Takemitsu (né le 8 octobre 1930), compositeur japonais

## Événements
- Découverte des astéroïdes (14956) 1996 DB1, (19287) Paronelli, (22429) Jurašek, (24861) 1996 DE1, (43924) Martoni, (52500) Kanata, (58424) Jamesdunlop, (7716) Ube et (7848) Bernasconi
- Sortie du film espagnol La Fleur de mon secret
- Sortie du film américain Jumanji
- Sortie du film américain Nixon
- Sortie du film américain Week-end en famille* Promulgation de la constitution apostologique Universi Dominici Gregis
- Jacques Chirac, président de la république, annonce la fin du service militaire obligatoire et la professionnalisation des armées.